# Sakch'En
Sakch'En är en ort i Mexiko.   Den ligger i kommunen Chamula och delstaten Chiapas, i den sydöstra delen av landet, 700 km öster om huvudstaden Mexico City. Sakch'En ligger 1 796 meter över havet och antalet invånare är 245.
Terrängen runt Sakch'En är huvudsakligen kuperad, men den allra närmaste omgivningen är bergig. Sakch'En ligger nere i en dal. Runt Sakch'En är det ganska tätbefolkat, med 134 invånare per kvadratkilometer. Närmaste större samhälle är San Cristóbal de las Casas, 14,1 km söder om Sakch'En. Omgivningarna runt Sakch'En är en mosaik av jordbruksmark och naturlig växtlighet.